# SO-03G
ドコモ スマートフォン Xperia Z4 SO-03G（ドコモ スマートフォン エクスペリア ゼットフォー エスオーゼロサンジー）は、ソニーモバイルコミュニケーションズによって開発された、NTTドコモの第4世代移動通信システム（PREMIUM 4G）・第3.9世代移動通信システム（Xi）・第3世代移動通信システム（FOMA）対応端末である。ドコモ スマートフォン（第2期）のひとつ。

## 概要
SO-01Gの後継機種で、グローバルモデルであるXperia Z3+の日本国内ローカライズモデルであり、NTTドコモ向けSony Xperia Z シリーズでは5代目となる。SO-01Gからは新たにオクタコアを搭載する等基本的な性能のブラッシュアップが図られている。
インカメラは510万画素にスペックアップしており、ARマスクと合わせて自撮りを楽しむことが可能となっている。また、内部構造も変更が加えられており、microUSB端子のキャップレス化に伴い側面の充電端子が撤廃されているほか、microSDカードスロットとSIMカードスロットが統一されている。
なお、赤外線通信には対応していない。
キャッチコピーは「美しく、なめらか。研ぎ澄まされたフラッグシップモデル。」。

## 主な機能
| 主な対応サービス                                                      | 主な対応サービス                                      | 主な対応サービス                     | 主な対応サービス                                                  |
| --------------------------------------------------------------------- | ----------------------------------------------------- | ------------------------------------ | ----------------------------------------------------------------- |
| タッチパネル/加速度センサー                                           | PREMIUM 4G/Xi/FOMAハイスピード/VoLTE                  | Bluetooth                            | DCMX/おサイフケータイ/NFC/かざしてリンク/赤外線/トルカ            |
| ワンセグ/フルセグ/モバキャス                                          | メロディコール                                        | テザリング                           | WiFi IEEE802.11a/b/g/n/ac                                         |
| GPS                                                                   | ドコモメール/電話帳バックアップ                       | デコメール/デコメ絵文字/デコメアニメ | iチャネル                                                         |
| エリアメール/ソフトウェアーアップデート自動更新/生体認証 (指紋／虹彩) | デジタルオーディオプレーヤー(WMA・MP3他)/ハイレゾ音源 | GSM/3Gローミング(WORLD WING)         | フルブラウザ/Flash Player                                         |
| Google Play/dメニュー/dマーケット                                     | Gmail/Google Talk/YouTube/Picasa                      | バーコードリーダ/名刺リーダ          | ドコモ地図ナビ/ドコモ ドライブネット/Google Maps/ストリートビュー |

## 歴史
- 2015年4月20日 - ソニーモバイルコミュニケーションズより先行発表[9]。
- 2015年5月13日 - NTTドコモより公式発表。事前予約開始。
- 2015年6月10日 - 発売開始[10]。
- 2016年4月19日 - Android 6.0へのバージョンアップ開始[11]。
- 2017年3月30日 - Android 7.0へのバージョンアップ開始[12]。